# Russ Krasnoff
Russ Krasnoff is een Amerikaans film- en televisieproducent. Hij begon zijn carrière in 1989, als promotieconsultant voor de film Loverboy. Deze film werd geproduceerd door Gary Foster, waarmee hij nog steeds mee werkt. In 1990 volgde zijn tweede project, Side Out, waarvoor hij associate producer was. 
Na een afwezigheid van bijna twintig jaar in de filmwereld keert Krassnoff in 2009 terug. The Soloist is zijn volgende film, die hij ditmaal zelf produceert. In ditzelfde jaar begon Krassnoff als uitvoerend producent voor de komedieserie Community van NBC, waarvoor hij nog steeds actief voor is. Foster is ook actief als producent voor deze serie. 

## Filmografie
Krasnoff werkte als producent aan de volgende films en televisieseries. 
- Community (uitvoerend producent - 16 afleveringen, 2009-heden)
- The Soloist (producent, 2009)
- Side Out (associate producer, 1990)
- Loverboy (promotieconsultant, 1989)